# 1966 na música

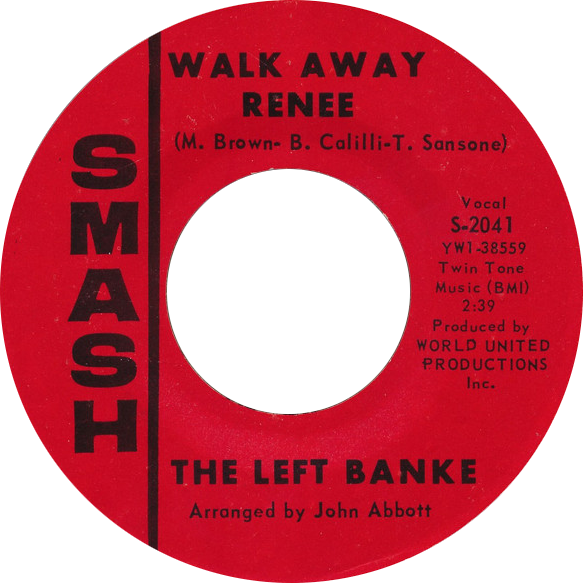
"Walk Away Renee" (#YW1-38559) by the Left Banke. One of side-A labels of the US vinyl single release (#S-2041)

## Eventos

### Janeiro
- 3 de janeiro - O programa de TV Hullabaloo mostra os vídeos promocionais dos Beatles com as músicas "Day Tripper" e "We Can Work It Out"
- 8 de janeiro - Shindig! entra no ar pela última vez na ABC, com os convidados musicais the Kinks e the Who
- 14 de janeiro - David Jones muda o nome para David Bowie para evitar comparações com Davy Jones do The Monkees
- 17 de janeiro - Simon and Garfunkel lançam o álbum Sounds of Silence, que atinge o primeiro lugar na Billboard
- 21 de janeiro - George Harrison dos Beatles casa-se com a modelo Pattie Boyd. O casal se conheceu durante as filmagens de A Hard Day's Night

### Fevereiro
- 19 de fevereiro - Jefferson Airplane e Big Brother and the Holding Company com Janis Joplin se apresentam no Fillmore

### Março
- 3 de março - Neil Young, Stephen Stills e Richie Furay formam o Buffalo Springfield em Los Angeles, Califórnia.
- 4 de março - Segundo o jornal de Londres, The Evening Standard, John Lennon disse que os Beatles eram mais populares que Jesus.
- 6 de março - 5.000 fãs dos Beatles fazem um abaixo assinado pedindo ao primeiro-ministro britânico que reabra o Cavern Club.

### Abril
- 12 de abril - Jan Berry, do Jan and Dean, sofre um acidente de carro. Berry fica paralítico por anos e com danos cerebrais.

### Maio
- 1 de maio - Beatles, Rolling Stones e The Who[1] se apresentam no New Musical Express poll winners em Londres.
- 5 de Maio - A Áustria vence o Festival Eurovisão da Canção 1966, com a canção Merci cherie interpretada por Udo Jürgens.
- 16 de maio - É lançado o lendário álbum Pet Sounds dos Beach Boys e Blonde on Blonde do Bob Dylan
- 17 de maio - Bob Dylan and the Hawks (mais tarde The Band) tocam no Free Trade Hall, em Manchester. Durante o show, Dylan é vaiado e chamado de Judas por tocar uma banda elétrica.
- 30 de maio - A banda Them de Van Morrison começa um período de shows (que duraria 3 semanas) no bar Whisky-A-Go-Go. Na última noite, o The Doors se apresentou no bar também. Van e Jim Morrison cataram a música "Gloria" juntos.

### Junho
- 9 de junho - Estreia o filme Paradise, Hawaiian Style de Elvis Presley
- 27 de junho - The Mothers of Invention lançam o álbum Freak Out!

### Julho
- 2 de julho - Os Beatles se tornam o primeiro grupo musical a tocar no Budokan Hall em Tóquio.

### Agosto
- 11 de agosto - John Lennon dá uma conferência em Chicago para pedir desculpas pela declaração que os beatles eram mais populares que Jesus Cristo.
- 5 de agosto - Os Beatles lançam o álbum Revolver.
- 20 de agosto - Nasce o então lendário futuro guitarrista de heavy metal. Dimebag Darrell.
- 29 de agosto - Os Beatles fazem seu último show oficial em Candlestick Park em São Francisco, Califórnia

### Setembro
- 12 de setembro - Primeiro episódio do seriado do The Monkees vai ao ar pela NBC

### Outubro
- 8 de outubro - Entra no ar a primeira FM dedicada ao rock, a WRKS-FM de Nova York com o lendário disk-jockey Murray the K.
- 10 de outubro - A dupla Simon & Garfunkel lançam o álbum Parsley, Sage, Rosemary and Thyme que atinge o quarto lugar nas paradas de sucesso.

### Novembro
- 20 de novembro - Estreia na Broadway o musical Cabaret

## Álbuns lançados
- Aftermath - The Rolling Stones
- Bill Haley-a-Go Go - Bill Haley & His Comets
- Blonde on Blonde - Bob Dylan
- Boots - Nancy Sinatra
- Buffalo Springfield - Buffalo Springfield
- The Classic Roy Orbison - Roy Orbison
- Ella and Duke at the Cote D'Azur - Ella Fitzgerald e Duke Ellington
- Fifth Dimension - The Byrds
- Freak Out! - The Mothers of Invention
- Fresh Cream - Cream
- Got Live If You Want It! - The Rolling Stones
- If You Can Believe Your Eyes and Ears - The Mamas & the Papas
- The Mamas and the Papas - The Mamas & the Papas
- Mann Made Hits - Manfred Mann
- The Monkees - The Monkees
- Moonlight Sinatra - Frank Sinatra
- The Orbison Way - Roy Orbison
- Parsley, Sage, Rosemary and Thyme - Simon and Garfunkel
- Pet Sounds - The Beach Boys
- A Quick One - The Who
- Revolver - The Beatles
- Shadow Music - The Shadows
- Sinatra at the Sands - Frank Sinatra
- Sounds of Silence - Simon and Garfunkel
- The Stockholm Concert, 1966 - Ella Fitzgerald and Duke Ellington
- Strangers in the Night - Frank Sinatra
- Sunshine Superman - Donovan
- That's Life - Frank Sinatra
- Whiskey-a-Go Go - Bill Haley & His Comets
- Whisper Not - Ella Fitzgerald
- The Yardbirds - The Yardbirds

## Primeiro lugar na Billboard
- "The Sounds of Silence" - Simon & Garfunkel
- "We Can Work It Out" - The Beatles
- "My Love" - Petula Clark
- "These Boots Are Made for Walkin'" - Nancy Sinatra
- "Ballad of the Green Berets" - SSgt Barry Sadler
- "Monday, Monday" - The Mamas & the Papas
- "Paint It Black" - The Rolling Stones
- "Strangers in the Night" - Frank Sinatra
- "Paperback Writer" - The Beatles
- "Hanky Panky" - Tommy James and the Shondells
- "Wild Thing" - The Troggs
- "Summer in the City" - The Lovin' Spoonful
- "Sunshine Superman" - Donovan
- "You Can't Hurry Love" - The Supremes
- "Cherish" - The Association
- "Reach Out I'll Be There" - The Four Tops
- "Last Train to Clarksville" - The Monkees
- "You Keep Me Hangin' On" - The Supremes
- "Poor Side of Town" - Johnny Rivers
- "Winchester Cathedral" - The New Vaudeville Band
- "Good Vibrations" - Beach Boys
- "I'm a Believer" - The Monkees

## Outros sucessos
- "Bang Bang (My Baby Shot Me Down)" - Cher
- "I Got You (I Feel Good)" - James Brown
- "Turn! Turn! Turn!" - The Byrds
- "Little Man" - Sonny & Cher
- "Over and Over" - The Dave Clark Five
- "Day Tripper" - The Beatles
- "You Didn't Have to Be So Nice" - The Lovin' Spoonful
- "Barbara Ann" - The Beach Boys
- "Crying Time" - Ray Charles
- "Uptight (Everything's Alright)" - Stevie Wonder
- "My World Is Empty Without You" - The Supremes
- "Don't Mess With Bill" - The Marvelettes
- "California Dreamin'" - The Mamas & the Papas
- "Listen People" - Herman's Hermits
- "Nowhere Man" - The Beatles
- "Homeward Bound" - Simon and Garfunkel
- "Daydream" - The Lovin' Spoonful
- "(You're My) Soul and Inspiration" - The Righteous Brothers
- "Secret Agent Man" - Johnny Rivers
- "I'm So Lonesome I Could Cry" - B. J. Thomas
- "Sloop John B" - The Beach Boys
- "Rainy Day Women #12 & 35"- Bob Dylan
- "How Does That Grab You, Darlin'" - Nancy Sinatra
- "Message to Michael" - Dionne Warwick
- "I Am a Rock" - Simon and Garfunkel
- "Did You Ever Have to Make Up Your Mind" - The Lovin' Spoonful
- "Sweet Talkin' Guy" - The Chiffons
- "Yellow Submarine"  - The Beatles
- "It Takes Two" - Marvin Gaye e Kim Weston
- "You Keep Me Hangin' On" - The Supremes
- "Sugar Town" - Nancy Sinatra
- "Born to Be Wild" - Steppenwolf

## Grammy
- Música do ano: "The Shadow of Your Smile" (tema de amor de "The Sandpiper") cantada por Tony Bennett e composta por Johnny Mandel & Paul Francis Webster
- Revelação do ano: Tom Jones
- Álbum do ano: Septemper of my years de Frank Sinatra

## Nascimentos
| Data            | Nome                | Profissão                     | Nacionalidade  | Observações | Ref |
| --------------- | ------------------- | ----------------------------- | -------------- | ----------- | --- |
| 6 de Janeiro    | Andrew Wood         | cantor                        | Estados Unidos | m. 1990     |     |
| 14 de Janeiro   | Marko Hietala       | cantor, baixista e músico     | Finlândia      |             |     |
| 6 de Fevereiro  | Rick Astley         | cantor                        | Inglaterra     |             |     |
| 11 de fevereiro | John Ulhoa          | músico                        | Brasil         |             |     |
| 17 de fevereiro | Michael LePond      | baixista                      | Estados Unidos |             |     |
| 13 de Março     | Chico Science       | músico                        | Brasil         | m. 1997     |     |
| 18 de Março     | Jerry Cantrell      | cantor                        | Estados Unidos |             |     |
| 25 de março     | Eduardo Agni        | violonista e compositor       | Brasil         |             |     |
| 2 de abril      | Supla               | cantor                        | Brasil         |             |     |
| 5 de abril      | Mike McCready       | guitarrista                   | Estados Unidos |             |     |
| 11 de abril     | Zeca Baleiro        | cantor                        | Brasil         |             |     |
| 11 de abril     | Lisa Stansfield     | cantora                       | Inglaterra     |             |     |
| 15 de abril     | Samantha Fox        | cantora e modelo              | Inglaterra     |             |     |
| 11 de maio      | Christoph Schneider | músico e baterista            | Alemanha       |             |     |
| 12 de maio      | Bebel Gilberto      | cantora                       | Brasil         |             |     |
| 16 de maio      | Janet Jackson       | cantora e atriz               | Estados Unidos |             |     |
| 13 de julho     | Gerald Levert       | cantor                        | Estados Unidos | m. 2006     |     |
| 15 de Julho     | Samuel Rosa         | cantor e músico               | Brasil         |             |     |
| 20 de agosto    | Dimebag Darrell     | Guitarrista                   | Estados Unidos |             |     |
| 26 de agosto    | Shirley Manson      | cantora                       | Escócia        |             |     |
| 9 de setembro   | Adam Sandler        | ator, produtor e músico       | Estados Unidos |             |     |
| 15 de Setembro  | Rose Nascimento     | cantora                       | Brasil         |             |     |
| 27 de setembro  | Jovanotti           | cantor, compositor e escritor | Itália         |             |     |
| 16 de novembro  | Christian Lorenz    | músico e tecladista           | Alemanha       |             |     |
| 4 de dezembro   | Masta Ace           | rapper                        | Estados Unidos |             |     |
| 20 de dezembro  | Camané              | fadista                       | Portugal       |             |     |
| 23 de dezembro  | Custódio Castelo    | músico e compositor           | Portugal       |             |     |